# Calvisia ferruginea
Calvisia ferruginea är en insektsart som beskrevs av Ludwig Redtenbacher 1908. Calvisia ferruginea ingår i släktet Calvisia och familjen Diapheromeridae. Inga underarter finns listade.